# End of Me (пісня Меріон Райвен)
«End Of Me» (укр. Кінець мені) – дебютний сольний сингл норвезької співачки Меріон Райвен. Поп-рок пісня написана Меріон Райвен, Максом Мартін та Рамі Якубом для всесвітнього студійного альбому співачки «Here I Am». Він вийшов як провідний сингл в Південно-Східній Азії 2005 року та здобув тут успіх, він потрапив в першу десятку в чартах багатьох країн, включаючи Малайзію, Філіппіни, Таїланд та Сінгапур.

## Зміст
В композиції присутнє унікальне звучання електрогітари і фортепіано. Композиція є пошуком Меріон істинної особистості в постійно мінливому світі попмузики. Співачка сказала, що якщо їй не дозволять продовжувати займатися музикою, це буде її кінець. Рядок пісні "Це остання з ілюзій" означає, що вона вирвалася зі свого старого минулого пов'язаного з M2M і показала світу, ким вона є насправді. За її словами, компанія Atlantic Records не була впевнена в тому, що вона переключиться на більш рок-образ і змінить стиль написання пісень. Тоді співачці довелося боротися за право записувати свою музику – рок-музику з поп-елементами, яку вона назвала «Marion Raven Rock».

## Сприйняття
- Музичне відео для пісні досягло 4 місця в секторі музичних відеороликів MTV Asia[2].
- В кінці 2005 року сингл «End Of Me» тримав позначку на 54-му місці в MTV Asia[3].

## Музичне відео
Відео до пісні було зняте в Тайбеї, Тайвань. В пісні присутнє фортепіанне введення, яке також є в іншій – «13 days». Ми бачимо, що дівчина замкнена між поворотом скляних панелей, що означає те, як вона відчуває себе стереотипом. Меріон намагається звільнитися і затвердити свою справжню особистість через власну музику. У музичному відео ми побачимо, як Меріон майстерно грає на електрогітарі під час переходу в пісні, що знаменує збільшення її інструментального діапазону. Уже в якості соліста слід зазначити, що співачка також мультиінструменталіст, бо вона відмінно грає на акустичній і електричній гітарі, фортепіано, перкусії та барабанах.